# Robert Carsen
Robert Carsen, O.C., (Toronto, 23 giugno 1954), è un regista canadese.
È figlio del filantropo Walter Carsen.

## Biografia
Fin dalla tenera età "sono stato ossessionato dal teatro" afferma Carsen e voleva diventare un attore. All'Upper Canada College dice che "era in tutte le commedie e musical in cui potevo entrare. A quei tempi, dato che era una scuola per ragazzi, i ragazzi recitavano entrambi i ruoli sia maschili che femminili, quindi ho interpretato Katisha in The Mikado e Archibald Grosvenor quando abbiamo fatto Patience." Seguì lo studio alla York University di Toronto, ma all'età di 20 anni abbandonò gli studi teatrali e si trasferì in Inghilterra per continuare a studiare recitazione. Lì si unì alla Bristol Old Vic Theatre School per due anni e si interessò più alla regia che alla recitazione quando:
Ma Misha Aster nota che:

## Inizio della carriera
Quando Carsen aveva 25 anni il direttore della Canadian Opera Company (COC) Lotfi Mansouri lo invitò a lavorare come assistente regista su Tristano e Isotta e a questo seguì la direzione di due opere al Guelph Spring Festival in Ontario, questi sono The Lighthouse di Peter Maxwell Davies e The Prodigal Son di Benjamin Britten.
Carsen iniziò al Grand Théâtre de Genève nel 1987 e si distinse come scenografo con il National Ballet of Canada.

## Momenti salienti della carriera
Successivamente Carsen mise in scena L'anello del Nibelungo di Richard Wagner a Colonia, Eugenio Onegin al Metropolitan Opera, Il trovatore a Bregenz, Capriccio di Richard Strauss, Alcina di Händel e Rusalka all'Opéra Bastille con Renée Fleming, Il flauto magico a Baden-Baden, La traviata a La Fenice, Mefistofele alla San Francisco Opera e Il cavaliere della rosa al Festival di Salisburgo.
Diresse sette opere Puccini in Belgio e la trilogia shakespeariana di Verdi (Macbeth, Falstaff e Otello) in Germania.
Inoltre Carsen diresse Sunset Boulevard e Histoire du Soldat con Sting, Vanessa Redgrave e Ian McKellen.

## Recenti realizzazioni
La sua più recente messa in scena è stata del Falstaff di Verdi. Questa coproduzione di cinque società comprende il Teatro alla Scala di Milano, il Covent Garden di Londra (dove entrambe le compagnie hanno dato spettacolo nella stagione 2012/13), la Canadian Opera Company, la De Nationale Opera e la Metropolitan Opera di New York. La messa in scena del Met del dicembre 2013 ricevette numerosi consensi.